# 19.30
19:30 (stilizzato come i9.30) è il telegiornale polacco trasmesso su TVP1, TVP Polonia e TVP Info dal 21 dicembre 2023, che sostituisce il Wiadomości in onda dal 1989.

## Storia della creazione
Il 19 dicembre 2023, il Sejm ha adottato una risoluzione per ripristinare l'ordine legale e l'imparzialità e l'affidabilità dei media pubblici. La risoluzione è stata approvata con 244 voti a favore, 84 contrari e 16 astensioni. Lo stesso giorno, il ministro della cultura e del patrimonio nazionale, Bartłomiej Sienkiewicz, ha nominato nuovi consigli di sorveglianza per la Televisione Polacca (Telewizja Polska), la Radio Polacca (Polskie Radio) e l'Agenzia di Stampa Polacca (Polska Agencja Prasowa), che hanno poi nominato nuovi consigli di amministrazione delle aziende. Il 20 dicembre 2023, poco dopo le 11:18, il canale TVP Info ha cessato le trasmissioni, mentre al posto di TVP3 veniva trasmesso il segnale di TVP2. I dipendenti di TVP Info hanno inizialmente tentato di trasmettere in diretta su Facebook e YouTube di TVP, ma questi canali sono stati disattivati.
Alcuni giuristi sostengono che tali azioni del Ministro della Cultura fossero possibili in base al codice delle società commerciali, poiché in quel momento non esisteva un organo completamente legale che potesse rappresentare lo Stato come azionista di maggioranza di TVP. Le disposizioni riguardanti il Consiglio Nazionale dei Media sono state dichiarate incostituzionali dal Tribunale Costituzionale, quindi né tale Consiglio né il Consiglio Nazionale della Radiofonia e Televisione potevano rappresentare gli azionisti di TVP.
Il 20 dicembre alle ore 19:30, invece della consueta edizione di Wiadomości, TVP1 ha trasmesso un discorso di Marek Czyż:
(Marek Czyż, TVP1)
Il 21 dicembre, come annunciato, è andata in onda la prima edizione del programma 19.30.

## Accoglienza
La prima edizione del programma, trasmessa il 21 dicembre 2023, è stata seguita in media da oltre 4 milioni di spettatori, mentre la media di ascolto delle prime sei edizioni è stata di 2,74 milioni di spettatori.